# Zvonețkîi Hutir, Solone
Zvonețkîi Hutir (în ucraineană Звонецький Хутір) este un sat în comuna Mîkilske-na-Dnipri din raionul Solone, regiunea Dnipropetrovsk, Ucraina.

## Demografie
Componența lingvistică a localității Zvonețkîi Hutir
     Ucraineană (95,08%)
     Rusă (4,37%)
Conform recensământului din 2001, majoritatea populației localității Zvonețkîi Hutir era vorbitoare de ucraineană (95,08%), existând în minoritate și vorbitori de rusă (4,37%).